# 陟椒村
陟椒村，是中华人民共和国山西省晋城市泽州县李寨乡下辖的一个村。2021年5月6日，李寨乡已并入南岭镇。
2016年12月9日，陟椒村公布为第四批中国传统村落。
2019年1月21日，陟椒村公布为第七批中国历史文化名村。
2004年6月10日，三教堂公布为山西省文物保护单位。